# Александров Валентин Вікторович
Валентин Вікторович Александров (11 квітня 1916 р., Чугуїв, Харківська губернія — 2 січня 1998 р., Харків, Україна) — хімік. Доктор хімічних наук, професор. Лауреат Державної премії СРСР (1973). Заслужений діяч науки Української РСР (1980).

## Життєпис
Закінчив Харківський хіміко-технологічний технікум.
У 1939 р. закінчив хімічний факультет Харківського університета. Наукову діяльність почав в аспірантурі під керівництвом професора І. М. Францевича.
Учасник німецько-радянської війни, відзначений бойовими нагородами.
Після демобілізації у 1945 р. почав працювати асистентом на кафедрі фізичної хімії під керівництвом професора М. А. Ізмайлова . Від 1954 р. — кандидат хімічних наук, доцент.
У 1961—1991 рр. — завідувач кафедри фізичної хімії. Від 1974 р. — доктор хімічних наук, від 1976 р. — професор.
У 1971—1980 рр. — декан хімічного факультету.
Заслуженіий професор Харківського національного університета ім. В. Н. Каразіна.

## Наукова діяльність
Основні дослідження — в галузі фізичної хімії неводних розчинів: визначення термодинамічних характеристик сольватації, коефіцієнтів активності електролітів в органічних та водно-органічних розчинниках. Вивчав вплив температури на енергетику та механізм сольватації.
Розробляв стандартні буферні розчини і методи визначення кислотності. Досліджував застосування скляних електродів та йонометрії в неводних розчинах.
Запропонував єдину температурну шкалу кислотності, метод визначення кислотності неводних розчинів.

## Основні праці
- Термодинамические свойства неводных растворов // ЖФХ. 1959. Т. 33, № 10 (співавтор);
- Об измерениях рН неводных растворов // Физ. химия растворов. Москва, 1972 (співавтор);
- Кислотность неводных растворов. Х., 1981;
- Ионные произведения смешанных растворителей // ЖФХ. 1982. Т. 56, № 7 (співавтор);
- Активность в неводных средах: Теоретическая интерпретация и практические приложения // ХФ. 1996. Т. 15, № 11 (співавтор).